# Подуры
Подуры, или подуры настоящие (лат. Poduridae) — семейство ногохвосток из надсемейства Poduroidea (Poduromorpha).

## История
Название рода лат. Podura (подуры) в XVIII-XIX веках применялось для всех ногохвосток (лат. Collembola), после публикации книги Фауна Швеции (Линней) (1746).

## Описание
Длина около 2 мм. Окрашены от красного или коричневого до темно-синего или чёрного цвета. Голова гипогнатическая. Прыгательная вилка большая.

## Биология
Подуры проводят большую часть жизни на поверхности воды на прудах, каналах и водно-болотных угодьях, в лужах. Линька происходит  стоя или лёжа.При этом подура закручивается в кольцо.

## Классификация
Известно около 4 видов и 1 род Podura. Коллемболы семейства Poduridae относятся к надсемейству Poduroidea из подотряда Poduromorpha (или отряда).
Семейство Poduridae (типовой род — Podura)
Род Подуры (Podura Linnæus, 1758)
Виды:
- Ногохвостка водяная (Podura aquatica Linnæus, 1758)
- Podura fuscata Koch & Berendt, 1854
- Podura infernalis Motschulski, 1850
- Podura pulchra Koch & Berendt, 1854